# Leo Aberer
Leo Aberer (Vienna, 27 marzo 1978) è un cantante austriaco divenuto famoso partecipando al programma talent-scout Ö3 Soundcheck nel 2005.

## Biografia
Fin dall'età di sette anni Leo ha studiato violino. Ha poi imparato a suonare chitarra e tastiera da autodidatta, avendo frequentato il conservatorio di Vienna senza successo.
Nel 2003 ha inciso il suo primo album studio e l'omonimo singolo di debutto Sterne. Nell'edizione 2005 dell'Ö3 Soundcheck è arrivato secondo ottenendo un nuovo contratto discografico. Dal 2006 è andato in tour per l'Austria con la sua band. Nello stesso anno è uscito un altro singolo Won't You Know che è rimasto per 20 settimane nelle classifiche. Successivamente sono uscite anche altre canzoni come Walking And Talking.
Il 26 marzo 2008 il video della sua canzone Sweet Honey ha raggiunto il quattordicesimo posto nella classifica internazionale di YouTube.
Il 23 maggio 2013 viene annunciato in Italia l'uscita del suo nuovo singolo Money.
La canzone Oh Lord, pubblicata nel maggio 2023, è la 23a canzone di Leo Aberer che è stata suonata su Ö3

## Discografia

### Singoli
| Titolo                          | Interprete | Anno       | Note                                                               |
| ------------------------------- | --- | ---------- | ------------------------------------------------------------------ |
| Back in Time                    | Leoone | 1999       |                                                                    |
| Sterne                          | Leo | 2003       |                                                                    |
| Won't You Know                  | Leo Aberer | 2006       |                                                                    |
| Baby ist das Liebe              | Leo Aberer | 2006       | Bravo Hits 55                                                      |
| Walking and Talking             | Leo Aberer | 2006       |                                                                    |
| Dancing                         | Leo Aberer | 2007       |                                                                    |
| Rollin                          | Inez & Leo Aberer | 2007       |                                                                    |
| Sweet Honey                     | Leo Aberer | 2008; 2010 | featuring Laith Al-Deen & Johnny Palmer                            |
| What about the rain             | Leo Aberer | 2009       |                                                                    |
| Wanna be happy                  | Leo Aberer | 2009       |                                                                    |
| Sturm und Drang                 | Leo Aberer | 2009       |                                                                    |
| Swing Low                       | Leo Aberer | 2009       | feat Lia Weller, the Fairy and 3 Angels                            |
| Football Is My Life             | Leo Aberer | 2010       | featuring Herbert Prohaska                                         |
| Run                             | Leo Aberer | 2010       |                                                                    |
| Wann geda?                      | Leo Aberer | 2010       | Ö3 Greatest Hits Compilation 53 – Platz 1 der iTunes Reggae Charts |
| The Snow Is Back Again          | Leo Aberer | 2010       |                                                                    |
| Heisse Maroni                   | Leo Aberer | 2010       |                                                                    |
| I hob die liab                  | Leo Aberer | 2010       |                                                                    |
| I wanna be free                 | Leo Aberer | 2010       |                                                                    |
| There Will Never Be Another You | Leo Aberer | 2011       | Duett mit Patricia Kaiser                                          |
| Deine Blinkerl                  | Leo Aberer | 2011       |                                                                    |
| Fade Away                       | Leo Aberer | 2012       |                                                                    |
| Football Is My Life             | Leo Aberer & Shaggy | 2012       |                                                                    |
| Dark Clouds Falling             | Leo Aberer & Friends | 2012       |                                                                    |
| Never Ever                      | Leo Aberer | 2012       | feat. Simone Kopmajer                                              |
| Auf die Schi                    | Leo Aberer | 2013       |                                                                    |
| Schi fahren is my life          | Leo Aberer | 2013       |                                                                    |
| So Low                          | Leo Aberer | 2013       |                                                                    |
| Es tut so weh                   | Leo Aberer | 2013       |                                                                    |
| Giovanna                        | Leo Aberer | 2013       |                                                                    |
| Tanz                            | Leo Aberer | 2014       |                                                                    |
| Football Minha Vida             | Leo Aberer & Shaggy | 2014       |                                                                    |
| Oesterreicher                   | Leo Aberer | 2014       |                                                                    |
| Kangaroo                        | Leo Aberer | 2014       |                                                                    |
| Goodbye                         | Marco Angelini & Leo Aberer | 2014       |                                                                    |
| Omis Apfelstrudel               | Leo Aberer | 2014       |                                                                    |
| Never Meant to Hurt You         | Leo Aberer | 2015       |                                                                    |
| So Slow                         | Leo Aberer | 2015       |                                                                    |
| Everything Is Possible          | Leo Aberer | 2015       |                                                                    |
| Please dont't go                | Leo Aberer | 2015       |                                                                    |
| One more night                  | Leo Aberer | 2016       |                                                                    |
| I EM Austria                    | Leo Aberer | 2016       | feat. Frenkie Schinkels                                            |
| Loco                            | Leo Aberer | 2016       | feat. Balleo                                                       |
| Lola                            | Leo Aberer | 2016       |                                                                    |
| We Jump Down Deep               | Leo Aberer | 2016       | feat. Österreichischer Skiverband-Adler                            |
| Follow                          | Leo Aberer | 2017       |                                                                    |
| Don't Drink Coffee              | Leo Aberer | 2017       |                                                                    |
| Spring in die Sonne             | Leo Aberer | 2017       |                                                                    |
| Over Now                        | Nora Lisa | 2017       | feat. Leo Aberer                                                   |
| Hot Summerrain                  | Angelika Doss | 2017       | feat. Leo Aberer                                                   |
| Don't Give Up                   | Leo Aberer | 2017       | feat. Kim Lone, Theresa Chorinsky, Angelika Doss                   |
| The wolf                        | Leo Aberer | 2017       |                                                                    |
| Hole in my soul                 | Leo Aberer | 2018       |                                                                    |
| Cucucina                        | Leo Aberer | 2018       |                                                                    |
| Sorry                           | Leo Aberer | 2018       | feat. Fritz Jerey                                                  |
| Mamacita                        | Leo Aberer | 2018       | feat. Seroney                                                      |
| Over my shoulder                | Leo Aberer | 2018       | feat. Seroney                                                      |
| Put your hands up               | Leo Aberer | 2019       | feat. Seroney                                                      |
| 1/Eins/Wir sind eins            | David Potho | 2019       | feat. Leo Aberer                                                   |
| Sitting by the Fire             | Leo Aberer | 2019       |                                                                    |
| Mein Zuhause                    | Corinne Casey | 2019       | feat. Leo Aberer                                                   |
| Superheld                       | Leo Aberer | 2020       |                                                                    |
| Straciatella                    | Leo Aberer | 2020       |                                                                    |
| Night and Day                   | Leo Aberer & Lia Weller | 2020       |                                                                    |
| Give a little                   | Leo Aberer | 2021       |                                                                    |
| Hello                           | Leo Aberer | 2021       |                                                                    |
| Loslassen                       | Leo Aberer | 2022       |                                                                    |
| Mann Mann                       | Leo Aberer | 2022       |                                                                    |
| I'm Scared                      | Conny Poell & Leo Aberer | 2022       |                                                                    |
| Cantar                          | Leo Aberer & Silvio Gabriel | 2022       |                                                                    |
| Four Seasons                    | Conny Poell | 2022       | Ft. Leo Aberer                                                     |
| Winter Wonderland               | Musikschule Vasoldsberg con Leo Aberer | 2022       | Vasoldsberger Weihnachtsgrüße                                      |
| Auf die Schi                    | Marco Wagner & Matty Valentino | 2023       |                                                                    |
| Oh Lord                         | Leo Aberer | 2023       |                                                                    |
| No Tengo Dinero                 | Daniela de Lima & Leo Aberer | 2023       |                                                                    |
| Planeten                        | Leo Aberer | 2023       |                                                                    |
| Mit Juchitzer und Jodler        | Leo Aberer | 2024       |                                                                    |
| Stadionrausch                   | Leo Aberer feat. KI | 2024       |                                                                    |
| Wir haben gewonnen              | Chip & Dale X Leo Aberer | 2024       |                                                                    |
| We are One                      | Leo Aberer (feat. Virginia Ernst, Natalie Holzner, Allessa, Marco Angelini, Georgij Makazaria, Lizz Görgl, Farbklexx, Martina Kaiser & Freigeist) | 2024       |                                                                    |
| Saturday Night Jodel            | Leo Aberer feat. Betty O. | 2025       |                                                                    |
| Papagei                         | Leo Aberer | 2025       |                                                                    |
| Cafétscherl                     | Leo Aberer | 2025       |                                                                    |

Albo
| Titolo              | Interprete | Anno | Anmerkung                          |
| ------------------- | ---------- | ---- | ---------------------------------- |
| Walking and Talking | Leo        | 2000 |                                    |
| Sterne              | Leo        | 2003 |                                    |
| Sterne              | Leo        | 2006 |                                    |
| 'Spielball          | Leo Aberer | 2007 |                                    |
| Sackgasse           | Leo Aberer | 2009 |                                    |
| Wann geda?          | Leo Aberer | 2010 |                                    |
| Ego State           | Leo Aberer | 2013 |                                    |
| Playground          | Leo Aberer | 2022 | il meglio del reggae di Leo Aberer |
| Einzigartig         | Leo Aberer | 2024 |                                    |